# Nicolás Leguizamón
Nicolás Leguizamón (Santa Fe, Argentina, 26 de enero de 1995) es un futbolista argentino juega de delantero en el Deportivo Cuenca de la Serie A de Ecuador.

## Estadísticas
Actualizado el 1 de agosto de 2025.
| Equipo                            | Div.                | Temporada           | Liga     | Liga  | Copas nacionales | Copas nacionales | Copas internacionales | Copas internacionales | Total    | Total |
| Equipo                            | Div.                | Temporada           | Partidos | Goles | Partidos         | Goles            | Partidos              | Goles                 | Partidos | Goles |
| --------------------------------- | ------------------- | ------------------- | -------- | ----- | ---------------- | ---------------- | --------------------- | --------------------- | -------- | ----- |
| Colón Argentina                   | 1.ª                 | 2015                | 0        | 0     | -                | -                | -                     | -                     | 0        | 0     |
| Colón Argentina                   | 1.ª                 | 2016                | 5        | 0     | 1                | 0                | -                     | -                     | 6        | 0     |
| Colón Argentina                   | 1.ª                 | 2016-17             | 21       | 5     | 3                | 1                | -                     | -                     | 24       | 6     |
| Colón Argentina                   | 1.ª                 | 2017-18             | 13       | 1     | 2                | 0                | 2                     | 0                     | 17       | 1     |
| Colón Argentina                   | 1.ª                 | 2018-19             | 10       | 1     | 4                | 3                | 2                     | 1                     | 16       | 5     |
| Colón Argentina                   | 1.ª                 | 2019-20             | 7        | 1     | 2                | 1                | 3                     | 0                     | 12       | 2     |
| Colón Argentina                   | 1.ª                 | 2021                | 10       | 0     | 10               | 2                | -                     | -                     | 20       | 2     |
| Colón Argentina                   | 1.ª                 | 2022                | 0        | 0     | 2                | 0                | 1                     | 0                     | 3        | 0     |
| Defensa y Justicia Argentina      | 1.ª                 | 2019-20             | 1        | 0     | 8                | 2                | 5                     | 1                     | 14       | 3     |
| Defensa y Justicia Argentina      | Total club          | Total club          | 1        | 0     | 8                | 2                | 5                     | 1                     | 14       | 3     |
| Central Córdoba (SdE) Argentina   | 1.ª                 | 2022                | 1        | 0     | 0                | 0                | —                     | —                     | 1        | 0     |
| Central Córdoba (SdE) Argentina   | 1.ª                 | 2023                | 10       | 0     | 1                | 0                | —                     | —                     | 11       | 0     |
| Central Córdoba (SdE) Argentina   | Total club          | Total club          | 11       | 0     | 1                | 0                | 0                     | 0                     | 12       | 0     |
| Colón Argentina                   | 2.ª                 | 2024                | 13       | 2     | 1                | 0                | —                     | —                     | 14       | 2     |
| Colón Argentina                   | Total club          | Total club          | 79       | 10    | 25               | 7                | 8                     | 1                     | 112      | 18    |
| Juventud de Las Piedras · Uruguay | 2.ª                 | 2024                | 15       | 2     | —                | —                | —                     | —                     | 15       | 2     |
| Juventud de Las Piedras · Uruguay | 1.ª                 | 2025                | 4        | 1     | —                | —                | —                     | —                     | 4        | 1     |
| Juventud de Las Piedras · Uruguay | Total club          | Total club          | 19       | 3     | 0                | 0                | 0                     | 0                     | 19       | 3     |
| Deportivo Cuenca · Ecuador        | 1.ª                 | 2025                | 4        | 1     | 0                | 0                | —                     | —                     | 4        | 1     |
| Deportivo Cuenca · Ecuador        | Total club          | Total club          | 4        | 1     | 0                | 0                | 0                     | 0                     | 4        | 1     |
| Total en su carrera               | Total en su carrera | Total en su carrera | 114      | 14    | 34               | 9                | 13                    | 2                     | 161      | 25    |

## Palmarés

### Campeonatos nacionales
| Título          | Club  | Sede      | Año  |
| --------------- | ----- | --------- | ---- |
| Copa de la Liga | Colón | Argentina | 2021 |

### Campeonatos internacionales
| Título            | Club               | País    | Año  |
| ----------------- | ------------------ | ------- | ---- |
| Copa Sudamericana | Defensa y Justicia | Córdoba | 2020 |

## Vida privada
Es hijo de Oscar Alfredo Leguizamón, mendocino exdefensor de Central Córdoba, Club Atlético Unión de Santa Fe (en esa etapa nació Nicolás) y Club de Deportes Antofagasta de Chile.